# FileVault
FileVault（ファイルヴォールト）とは、macOSに搭載されているディスク暗号化機能である。Mac OS X v10.3で初めて搭載され、Mac OS X LionでバージョンアップされてFileVault2となった。Vaultとは英語でアーチ状の堅固な建築物を意味する。
macOS Mojave以降でApple T2チップ搭載以降のMacでは、FileVaultは常にオンであり（オフにも出来る）、自動的に暗号化される。

## FileVault
Mac OS X v10.3で搭載されたバージョン。ユーザのホームディレクトリを、AES-128を用いて暗号化することができる。ホームディレクトリは暗号化されたファイルとして保存され、ユーザのログイン時にマウントされる。初期のバージョンでは、単一の暗号化されたディスクイメージが使用されていたが、Mac OS X v10.5以降のバージョンでは、細かく分割されたスパースバンドルが使用され、Time Machineに対応した。
このバージョンでは、移行アシスタントを使用してユーザデータを新しいマシンに移行させる時に、一度FileVaultを無効化(暗号化を解除)しなくてはならない。

## FileVault2
Mac OS X Lionからは、ディスク全体を暗号化することができる。FileVaultを有効にすると、ディスクがAES-XTS 128, Apple M1(macOS Big Sur)以降を搭載したMacからはSecure EnclaveによるAES-XTS 256を用いて暗号化される。パスワードを忘れたときのために復旧キーを設定できる。